# Cathetorhinus melanocephalus
Cathetorhinus melanocephalus är en ormart som beskrevs av Duméril och Bibron 1844. Cathetorhinus melanocephalus ingår i släktet Cathetorhinus och familjen maskormar. Inga underarter finns listade i Catalogue of Life.
För denna maskorm fanns ursprungligen ingen information angående artens utbredningsområde. Exemplar kommer från en expedition som besökte Australien, Timor, Mauritius och Teneriffa. Vanligen antas att arten lever eller levde på Mauritius. Individer hittades i det översta jordlagret. På ön introducerades olika fiender till ormen som vanlig tanrek, Suncus murinus och råttor. IUCN listar arten med kunskapsbrist (DD).